# Meltykiss

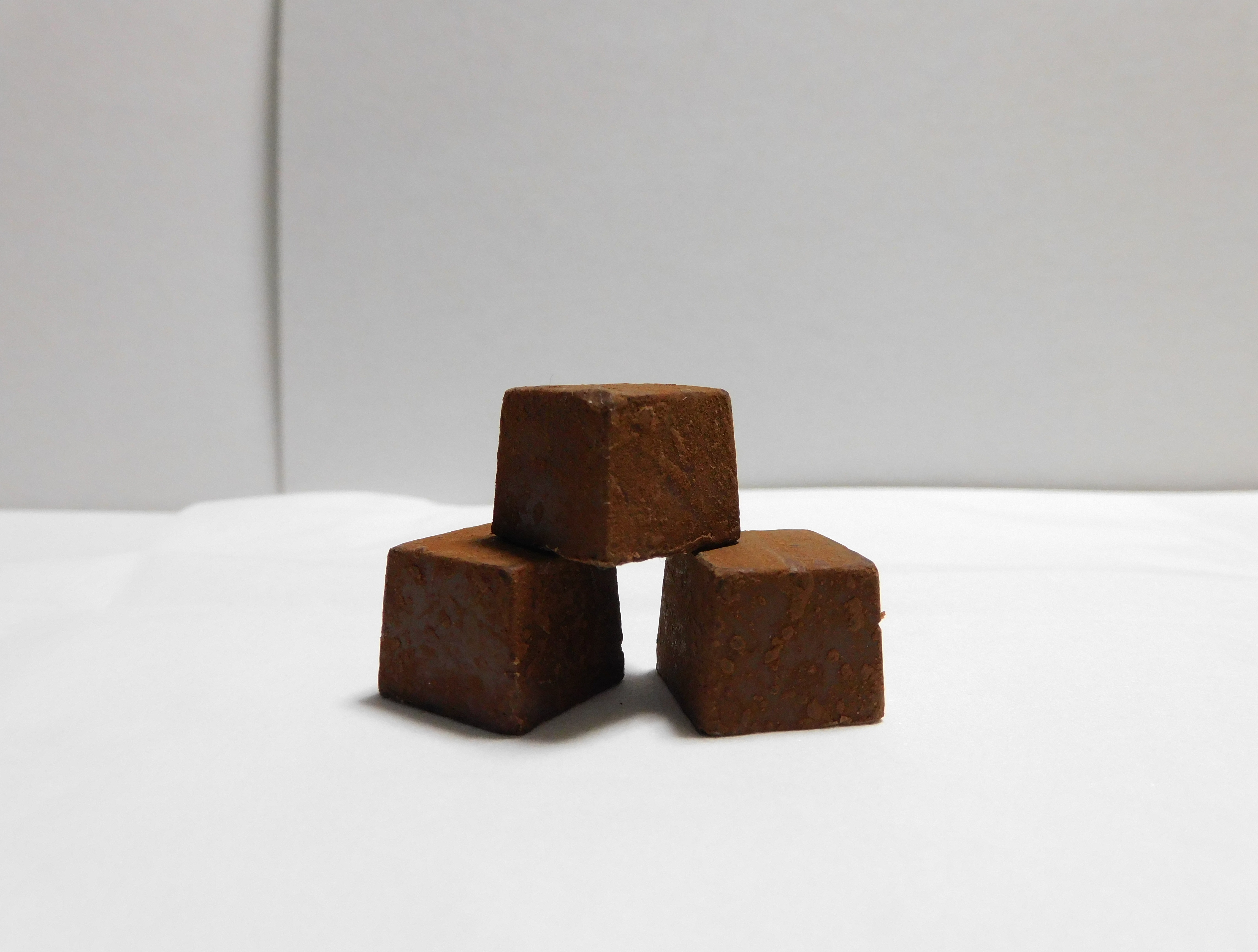
メルティーキッス プレミアムショコラ

Meltykiss（メルティーキッス）は、株式会社明治が販売している冬期限定チョコレートである。1992年に販売を開始した。

## 概要
「チョコレートを一番おいしい時期に食べてもらいたい」、「雪のようになめらかな口どけ」というテーマで夏場の温度管理が難しい時期には発売できないチョコレートを、当時の明治製菓が日本ではじめて発売した。セブン-イレブン・ジャパンとの共同開発商品であり、当初はセブン-イレブン限定で販売していた。1998年には、当商品よりも生チョコレートに近い「銀座スヰート レアチョコレート」を発売した。
2014年、当商品のアンテナショップを阪急百貨店うめだ本店に期間限定で出店した。

## 製品ラインナップ
- メルティーキッス クリーミーショコラ
- メルティーキッス 3つのカカオ
- メルティーキッス 希少なカカオ
- メルティーキッス とろけるキャラメルショコラ
- メルティーキッス 濃抹茶
- メルティーキッス 濃いちご
- メルティーキッス フルーティー濃いちご
- メルティーキッス 薫るミルク
- メルティーキッス 焦がしミルク
- メルティーキッス フランボワーズ
- メルティーキッス スリムキッス とろけるホワイト
- メルティーキッス アーモンドキャラメリゼ
- メルティーキッス あじわい宇治抹茶
- メルティーキッス プレミアムショコラ
- メルティーキッス 香ばしきなこ
- メルティーキッス 旨み濃抹茶
- メルティーキッス ジャンドゥーヤ
- メルティーキッス ロイヤルミルクティー
- メルティーキッス くちどけラム＆レーズン
- メルティーキッス 洋酒が染み込んだくちどけケーキ
- メルティーキッス ダーク
- メルティーキッス ピラミッド
- メルティーキッス バニラホワイト
- メルティーキッス 香る濃抹茶
- メルティーキッス カカオスタイルマイルドビター
- メルティーキッス カカオスタイル香るフランボワーズ
- メルティーキッス くちどけブランデー＆オレンジ
- メルティーキッス ナッティーショコラ
- メルティーキッス 柚子[注 1]

### 関連製品
- マカダミア メルティーキッス仕立て
- アーモンド メルティーキッス仕立て

## 主なイメージキャラクター
- 今井美樹（1994年 - 1995年）
- 森高千里（1996年 - 1997年）
- 広末涼子（1998年 - 1999年）
- 中山美穂（2000年）
- 鈴木えみ（2001年）
- 松嶋菜々子（2002年）
- 相沢紗世（2004年 - 2005年、2008年 - 2010年）
- 新垣結衣（2011年 - ）

## 主なCMソング
- 坂本龍一 featuring 今井美樹「二人の果て」（1994年）
- 今井美樹「smells like you」（1995年）
- 森高千里「銀色の夢」（1996年）[6]
- 森高千里「SNOW AGAIN」（1997年）[7]
- 竹内まりや「Winter Lovers」（1998年）
- Nadege「Winter Light」（1999年）
- Kiroro「冬のうた」（2001年）[8]
- EXILE「Ti Amo」（2008年）[9]
- Love「ただ一つの願いさえ」（2009年）[10]
- 三代目 J Soul Brothers「Best Friend's Girl」（2010年）[11]
- 新垣結衣「冬のKISS」（2011年 - ）[12]